# N-Metilanilina
N-metilanilina é um composto orgânico tóxico com fórmula C7H9N. A substância existe como um líquido incolor ou ligeiramente amarelado viscoso, insolúvel em água. Torna-se marrom quando exposta ao ar.
Possui a mesma fórmula das toluidinas mas nestas, o grupo metilo está ligado diretamente ao anel benzênico, sendo aminas primárias, enquanto a N-metilanilina é uma amina secundária, sendo o derivado metilado no grupo amino da anilina.